# Юричич, Игорь
Игорь Юричич (7 ноября 1974, Риека) — волейболист, центральный блокирующий сборной Хорватии и тренер по волейболу.

## Биография
По ходу карьеры Юричич возглавлял бельгийский «Менен» (2015/16), а также французские клубы «Арн» (2013 - 2015) и «Туркуэн» (2016 - 2020). В 2017 году он вывел «Туркуэн» в элитный дивизион и выиграл с командой Кубок Франции-2018.
В сезоне 2020/21 Юричич начал работать с «Белогорьем», однако с ним расстались уже после 2-го тура чемпионата России. В январе тренер возглавил «Фоникас» из Сироса, который привёл к серебряным медалям чемпионата Греции.
В мае 2021 года возглавил клуб «Кузбасс». «Кузбасс» под руководством Юричича занял 7-е место в регулярном чемпионате России в сезоне-2021/22, а в раунде плей-офф проиграл «Белогорью» (0 – 2).
В мае 2022 года Юричич ушёл из «Кузбасса» и возглавил польский «Гданьск».